# Моссан
Мосса́н (фр. Maussans) — коммуна во Франции, находится в регионе Франш-Конте. Департамент — Верхняя Сона. Входит в состав кантона Монбозон. Округ коммуны — Везуль.
Код INSEE коммуны — 70335.

## География
Коммуна расположена приблизительно в 330 км к юго-востоку от Парижа, в 28 км северо-восточнее Безансона, в 23 км к югу от Везуля.
На юге коммуны протекает река Оньон.

## Население
Население коммуны на 2010 год составляло 67 человек.
| 1962 | 1968 | 1975 | 1982 | 1990 | 1999 | 2010 |
| ---- | ---- | ---- | ---- | ---- | ---- | ---- |
| 73   | 59   | 55   | 62   | 77   | 71   | 67   |

## Экономика

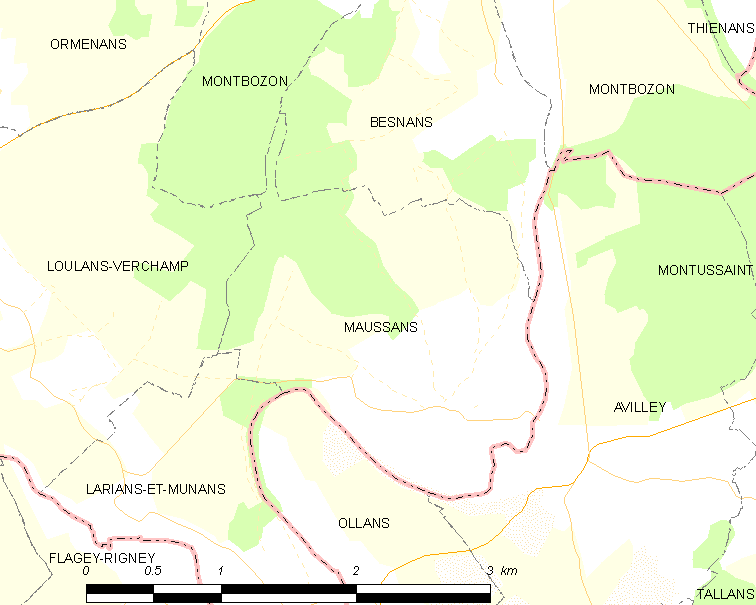
Карта коммуны

В 2010 году среди 34 человек трудоспособного возраста (15—64 лет) 25 были экономически активными, 9 — неактивными (показатель активности — 73,5 %, в 1999 году было 68,3 %). Из 25 активных жителей работали 22 человека (13 мужчин и 9 женщин), безработных было 3 (2 мужчины и 1 женщина). Среди 9 неактивных 3 человека были учениками или студентами, 4 — пенсионерами, 2 были неактивными по другим причинам.